# Цукаса Хосака
Цукаса Хосака (јап. 保坂 司; 3. март 1937 — 21. јануар 2018) био је јапански фудбалер.

## Каријера
Током каријере је играо за Фурукава.

## Репрезентација
За репрезентацију Јапана дебитовао је 1960. године. Учествовао је и на олимпијским играма 1964. За тај тим је одиграо 19 утакмица.

## Статистика
| Јапан  | Јапан   | Јапан  |
| Година | Наступи | Голови |
| ------ | ------- | ------ |
| 1960.  | 1       | 0      |
| 1961.  | 6       | 0      |
| 1962.  | 6       | 0      |
| 1963.  | 5       | 0      |
| 1964.  | 1       | 0      |
| Укупно | 19      | 0      |